# Palaestra violacea
Palaestra violacea là một loài bọ cánh cứng trong họ Meloidae. Loài này được Hope miêu tả khoa học năm 1842.